# فوهة الأبهر
فوهة الأبهر (أو فتحة الأبهر)، هي فتحة دائرية، تقع في مقدمة الفتح الأذيني البطيني الأيسر وتمد إلى اليمين، حيث يفصلها صمام قلبي من الصمام التاجي. وهو محميّ من الصمام الأبهري.
يسمى الجزء من البطين الذي يلي فوهة الأبهر مباشرة بالدهليز الأبهري، وفيه ألياف بدلاً من جدران عضلية.